# Бондаренко Василь Маркович
Васи́ль Ма́ркович Бондаре́нко (25 жовтня 1938) — народний депутат України 1-го скликання.

## Біографія
Народився 25 жовтня 1938, село Кованчик, Полтавський район, Полтавська область, УРСР, в селянській родині. Українець, освіта вища, Полтавський інженерно-будівельний інститут, Київський технологічний інститут харчової промисловості, інженер-6удівельник, інженер-механік.
Навчався в Полтавському технікумі м'ясної промисловості. Працював слюсарем заводу м'ясного обладнання; генеральним директором обласного об'єднання молочної промисловості.
1982 — начальник управління молочної промисловості Міністерства сільського господарства і продовольства; заступник міністра м'ясомолочної промисловості України; голова ради; голова правління республіканського галузевого концерну молочної промисловості.
6 грудня 1992 року обраний народним депутатом України 1-го скликання (2-й тур — 76.1 %, 4 претенденти).
- Полтавська область
- Лохвицький виборчий округ № 328
- Дата прийняття депутатських повноважень: 14 грудня 1992 року.
- Дата припинення депутатських повноважень: 10 травня 1994 року.

Член комісії ВР України з питань агропромислового комплексу.
Кандидат у народні депутати України XIII скликання Верховної Ради, висунутий трудовим колективом (1-й тур — 15.59 %, 3-є місце, 7 претендентів).
Нагороджений орденами «Знак Пошани», «За заслуги» III (жовтень 1998), II (листопад 2001), I ступенів (листопад 2004), князя Ярослава Мудрого V ступеня (лютий 2010).
Одружений, має дитину.